# Michael Ulrich Dardenne
Michael Ulrich Dardenne (* 23. Juni 1924 in Dreiborn-Gierberg; † 21. Oktober 2001 in Bonn) war ein deutscher Augenarzt.

## Leben

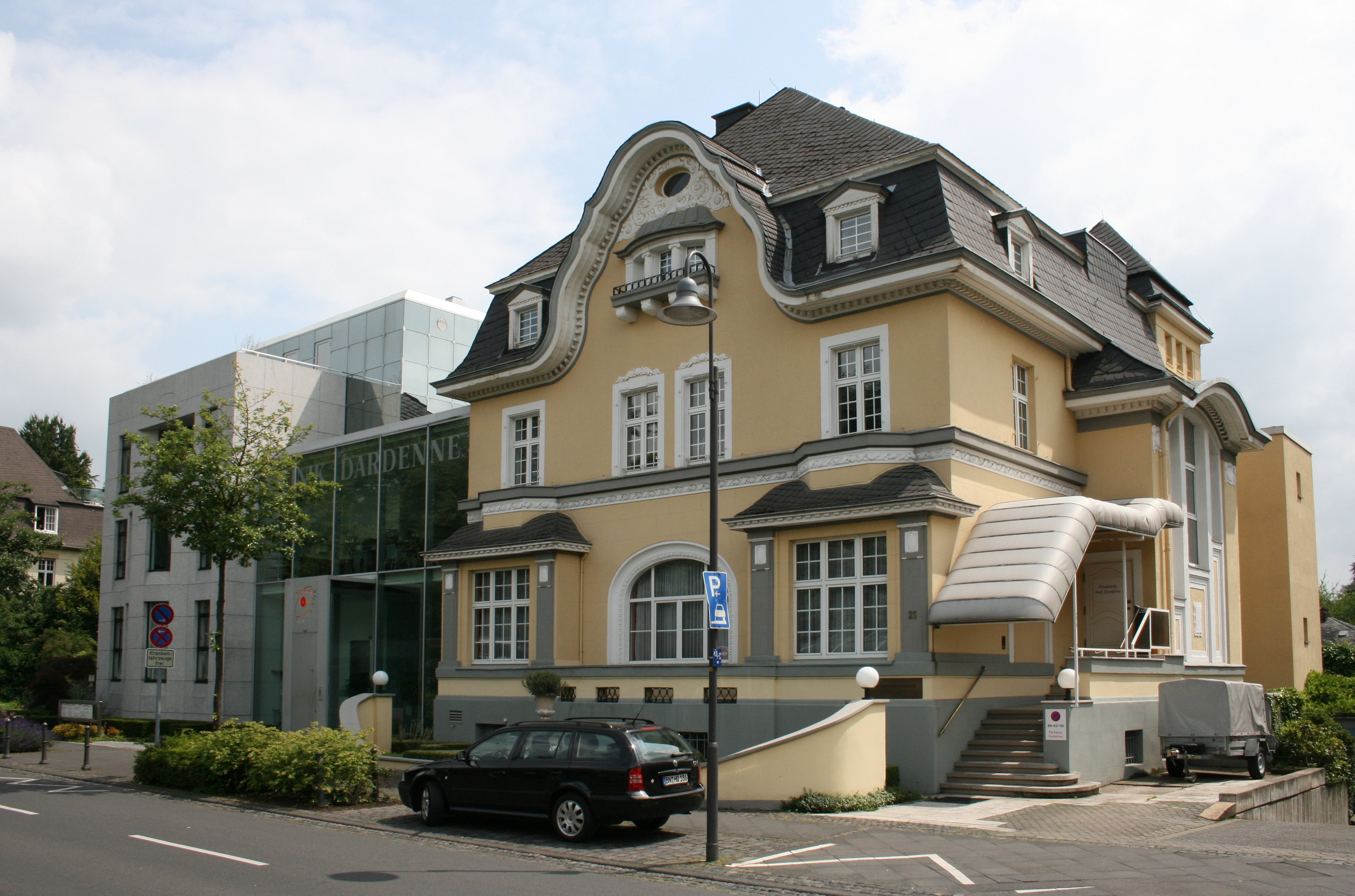
Gebäude der Augenklinik Dardenne (2009)

Michael Ulrich Dardenne machte bereits mit 16 Jahren sein Abitur. Als Soldat kam er 1943 als 19-Jähriger bereits mit Kriegsverwundung zurück. Er studierte Medizin an der Rheinischen Friedrich-Wilhelms-Universität Bonn, wo er 1950 zum Dr. med. promoviert und habilitiert wurde. Er absolvierte eine Facharztausbildung zum Augenarzt. An der Universität Bonn wurde er 1966 zum außerplanmäßigen Professor für die Mikrochirurgie des Auges ernannt. Er war langjähriger Leiter der Abteilung Mikrochirurgie der Augenklinik des Universitätsklinikums Bonn. 1989 wurde er emeritiert.
1989 gründete er die Ulrich-Dardenne-Stiftung mit der Augenklinik Dardenne in Bonn Bad Godesberg, einer der ersten reinen Zentren und Spezialklinik für Augen-Operationen. Für seine Verdienste, insbesondere in Entwicklungsländern, wurde Dardenne mehrfach ausgezeichnet.
1980 wurde der Katholik Dardenne von Kardinal-Großmeister Maximilien de Fürstenberg zum Ritter des Ritterordens vom Heiligen Grab zu Jerusalem ernannt und am 10. Mai 1980 im St.-Paulus-Dom in Münster durch Franz Kardinal Hengsbach, Großprior des Ordens, investiert.

## Wirken
Lehr- und Forschungsschwerpunkt war die Mikrochirurgie des Auges, insbesondere Laserverfahren zur Korrektur von Fehlsichtigkeit sowie die Implantation von Kunstlinsen zur Behandlung des Grauen Stars. Er galt als Vorreiter auf dem Gebiet der ambulanten Augenoperationen und entwickelte die heute moderne Operationsmethode, die sogenannte Phakoemulsifikation. 1977 wurde er zum Direktor der International Society for Phakoemulsification and Cataract Methodology gewählt.

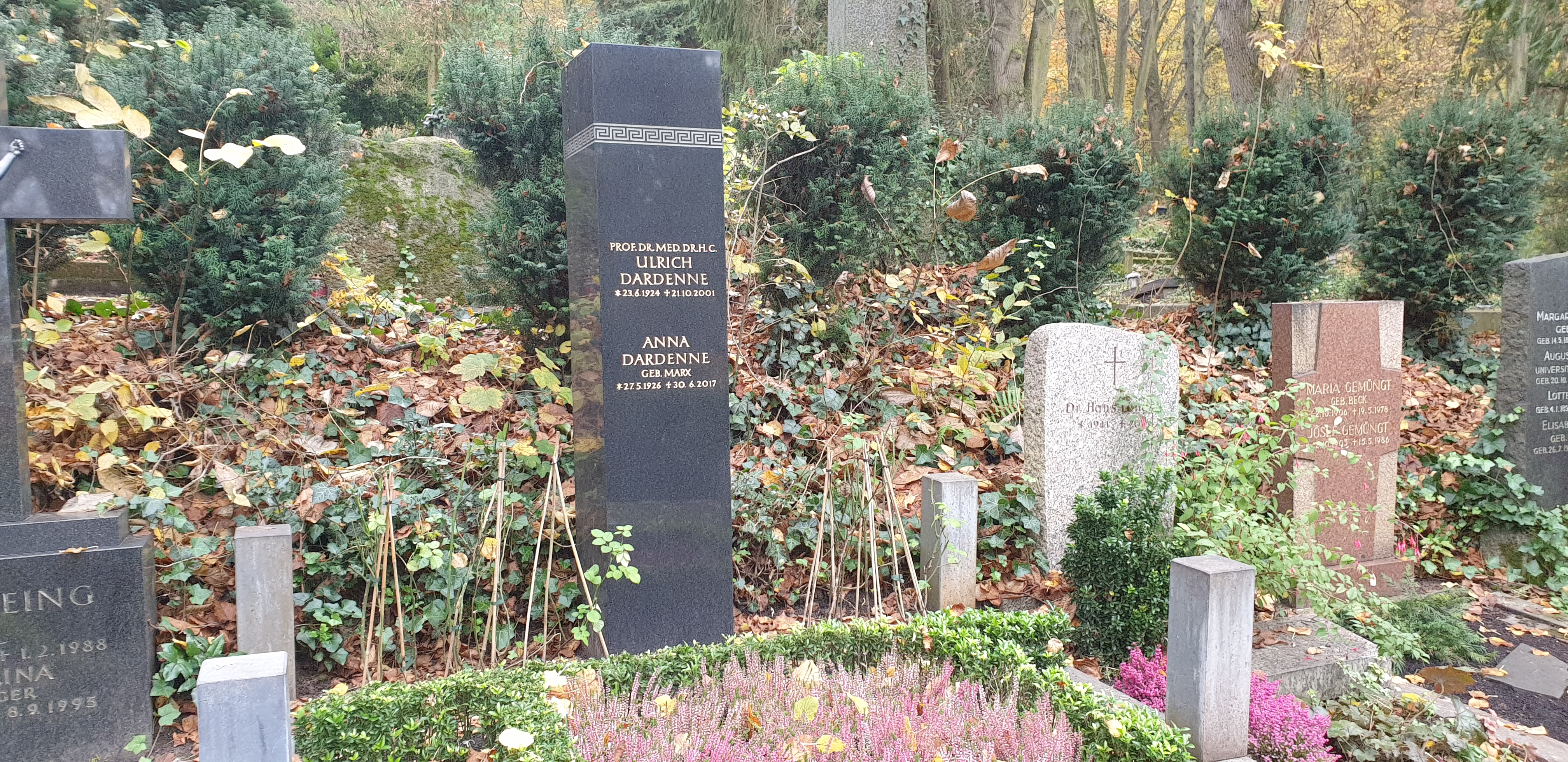
Grabstätte des Ehepaars Dardenne auf dem Kessenicher Bergfriedhof in Bonn

## Ehrungen und Auszeichnungen
- 1978: Ehrendoktorwürde für den Aufbau der Augenklinik der Zagazig Universität in Ägypten
- 1985: Bundesverdienstkreuz erster Klasse des Verdienstordens der Bundesrepublik Deutschland
- 1989: Preisträger des Jahresbestpreis der Deutschen Gesellschaft für Zahn-, Mund- und Kieferheilkunde
- 1994: Verdienstorden des Landes Nordrhein-Westfalen[4]